# Kroton (Minenwurfsystem)
Das Minenwurfsystem Kroton (polnische Bezeichnung: ISM „Kroton“: Inżynieryjny System Minowania) ist ein Minenverlegepanzer der polnischen Armee.

## Entwicklung
Im Jahr 2008 erhielt das polnische Rüstungsunternehmen Huta Stalowa Wola den Auftrag, ein mobiles Minenwurfsystem auf Kettenfahrgestell zu entwickeln und für die polnische Armee herzustellen. Als Basisfahrzeug dient das Panzermodell Opal, eine modifizierte Version des sowjetischen MT-LB, der in der VR Polen seit den 1970er-Jahren von Huta Stalowa Wola in Lizenz gefertigt wird.

## Technik
Das Kettenfahrgestell wurde nur geringfügig verändert, im Gegensatz zu den Aufbauten. Der Mannschaftsraum wurde komplett entfernt und stattdessen wurde im hinteren Bereich des Fahrzeuges eine Plattform geschaffen, die für die Minenwurfeinheiten vorgesehen ist. Der Kroton ist mit vier Werfern mit je 20 Rohren ausgestattet, die 400 Anti-Fahrzeug- oder Anti-Personenminen innerhalb von 15 Minuten nach hinten oder seitlich vom Fahrzeug auf 60 × 600 Metern verlegen können. Es ist möglich, die Minendichte, die Position der Minen und die Selbstzerstörung der Minen während des Verlegens anzupassen. Während des Werfens kann der Kroton eine Geschwindigkeit von 5 bis 25 km/h erreichen, die Wurfentfernung der Minen liegt bei minimal 30 m bis maximal 90 m.